# Carlos Borges
Carlos Ariel «Lucho» Borges (Montevideo, 14 de enero de 1932-Montevideo, 5 de febrero de 2014) fue un futbolista uruguayo, autor del primer gol en la historia de la Copa Libertadores de América con Peñarol. Su posición era extremo izquierdo.

## Trayectoria
Su primer club fue el Peñarol de Montevideo. Se sumó a las inferiores del club a los 16 años y dos años después debutó en el primer equipo mientras los titulares disputaban el Mundial de 1950. Tras el regreso de los campeones mundiales volvió a tercera división, retornando al primer equipo recién en 1953 para jugar amistosos, y tomando la titularidad en 1954. Jugó en Peñarol hasta 1960, obteniendo cuatro campeonatos uruguayos, y al año siguiente pasó al Racing Club argentino. Allí jugó tres años, siendo recordado por haber anotado el gol que le dio a la institución uno de sus últimos títulos hasta el día de hoy. En el final de su carrera jugó en Platense, de la Segunda División argentina.

### Primer gol de la Copa Libertadores
En 1960 se jugó la primera Copa de Campeones de América, correspondiente a la competencia hoy denominada Copa Libertadores, en la que jugando por su Peñarol anotó el primer gol en la historia de dicha competición, en un partido ante el club boliviano Jorge Wilstermann, un 19 de abril de dicho año. La jugada fue un tiro de Luis Cubilla que pega en el travesaño y el rebote lo agarra de zurda para inaugurar el marcador. Eventualmente, Peñarol se coronaría campeón del torneo.

### Naufragio en el Río de la Plata
El 10 de julio de 1963 el barco en el que viajaba de costa a costa rioplatense sufrió un choque contra un barco hundido, Borges consiguió salvarse al aferrarse a un mueble de madera que previamente había sido lanzado del bote. Según testigos tuvo un comportamiento heroico, ayudando a muchas personas e incluso salvando la vida de un niño que había quedado atrapado dentro del barco.

## Selección nacional
Ha sido internacional con la Selección de Uruguay en 35 encuentros, llegando a marcar 10 goles. Es recordado por haber anotado un triplete en el partido contra Escocia, por la Copa Mundial de 1954.

### Participaciones enCopa Mundial de Fútbol
| Mundial              | Sede  | Resultado    | Partidos | Goles |
| -------------------- | ----- | ------------ | -------- | ----- |
| Copa Mundial de 1954 | Suiza | Cuarto lugar | 5        | 4     |

#### Goles en laCopa Mundial de Fútbol
| # | Fecha               | Lugar                          | Oponente   | Marcador | Resultado | Competición       |
| - | ------------------- | ------------------------------ | ---------- | -------- | --------- | ----------------- |
| 1 | 19 de junio de 1954 | St. Jakob Park, Basilea, Suiza | Escocia    | 1–0      | 7–0       | Copa Mundial 1954 |
| 2 | 19 de junio de 1954 | St. Jakob Park, Basilea, Suiza | Escocia    | 3–0      | 7–0       | Copa Mundial 1954 |
| 3 | 19 de junio de 1954 | St. Jakob Park, Basilea, Suiza | Escocia    | 5–0      | 7–0       | Copa Mundial 1954 |
| 4 | 26 de junio de 1954 | St. Jakob Park, Basilea, Suiza | Inglaterra | 1–0      | 4–2       | Copa Mundial 1954 |

### Participaciones en Copa América
| Copa América        | Sede      | Resultado | Partidos | Goles |
| ------------------- | --------- | --------- | -------- | ----- |
| Copa América 1955   | Chile     | 4° lugar  | 5        | 1     |
| Copa América 1956   | Uruguay   | Campeón   | 5        | 1     |
| Copa América 1959-I | Argentina | 6° lugar  | 6        | 2     |

## Clubes
| Club          | País      | Año       |
| ------------- | --------- | --------- |
| Peñarol       | Uruguay   | 1950-1960 |
| Racing Club   | Argentina | 1961-1963 |
| Huracán Buceo | Uruguay   | 1964      |
| Platense      | Argentina | 1964      |

## Palmarés

### Campeonatos nacionales
| Título              | Club        | País      | Año  |
| ------------------- | ----------- | --------- | ---- |
| Campeonato Uruguayo | Peñarol     | Uruguay   | 1954 |
| Campeonato Uruguayo | Peñarol     | Uruguay   | 1958 |
| Campeonato Uruguayo | Peñarol     | Uruguay   | 1959 |
| Campeonato Uruguayo | Peñarol     | Uruguay   | 1960 |
| Primera División    | Racing Club | Argentina | 1961 |

### Torneos internacionales
| Título            | Equipo             | Sede     | Año  |
| ----------------- | ------------------ | -------- | ---- |
| Copa América      | Selección uruguaya | Uruguay  | 1956 |
| Copa Libertadores | Peñarol            | Asunción | 1960 |

(*) Incluyendo la selección
Otros logros:
- Subcampeón de la Copa Intercontinental 1960 con Peñarol.